# Маттіа Віті
Маттіа Віті (італ. Mattia Viti, нар. 24 січня 2002, Борго-Сан-Лоренцо) — італійський футболіст, захисник клубу «Фіорентина» та молодіжної збірної Італії.

## Клубна кар'єра
Народився 24 січня 2002 року в місті Борго-Сан-Лоренцо. Розпочав займатись футболом у невеличких командах «Понте-е-Греве» та «Аудаче Ленья», а 2010 року потрапив до академії «Емполі». Він дебютував у першій команді «Емполі» 30 вересня 2020 року в кубковій зустрічі з «Ренате» (2:1), вийшовши в стартовому складі. Загалом протягом дебютного сезону 2020/21 зіграв у двох зустрічах чемпіонату і трьох іграх кубка, а його клуб посів перше місце у Серії В і вийшов у Серію A. У вищому дивізіоні Віті дебютував 22 вересня у гостьовому поєдинку з «Кальярі» (2:0) і загалом за сезон зіграв 20 матчів у чемпіонаті та зробив свій внесок у виживання команди. За свою якісну гру Маттіа називався одним із найперспективніших молодих захисників чемпіонату Італії.
3 серпня 2022 року Віті приєднався до французької «Ніцци», яка заплатили за молодого таланта біля 15 млн. євро. Віті дебютував у складі нової команди 29 серпня, зігравши весь матч Ліги 1 проти «Марселя» (0:3), а  9 жовтня того ж року він забив свій перший гол у переможній грі з «Труа» (3:2). Однак протягом сезону він не став основним гравцем і зіграв лише 12 матчів в усіх турнірах. Через це з літа 2023 року став виступати на правах оренди на батьківщині за клуби «Сассуоло», «Емполі» та «Фіорентина». 

## Виступи за збірні
2017 року дебютував у складі юнацької збірної Італії (U-15), загалом на юнацькому рівні взяв участь у 8 іграх.
Протягом 2022–2025 років залучався до складу молодіжної збірної Італії. На молодіжному рівні зіграв у 6 офіційних матчах.

## Статистика виступів

### Статистика клубних виступів
Станом на 24 травня 2025
| Сезон              | Команда            | Чемпіонат          | Чемпіонат | Чемпіонат | Національний кубок | Національний кубок | Національний кубок | Континентальні кубки | Континентальні кубки | Континентальні кубки | Інші змагання | Інші змагання | Інші змагання | Усього | Усього |
| Сезон              | Команда            | Ліга               | Ігор      | Голів     | Ліга               | Ігор               | Голів              | Ліга                 | Ігор                 | Голів                | Ліга          | Ігор          | Голів         | Ігор   | Голів  |
| ------------------ | ------------------ | ------------------ | --------- | --------- | ------------------ | ------------------ | ------------------ | -------------------- | -------------------- | -------------------- | ------------- | ------------- | ------------- | ------ | ------ |
| 2020–21            | «Емполі»           | B                  | 2         | 0         | КІ                 | 3                  | 0                  | -                    | -                    | -                    | -             | -             | -             | 5      | 0      |
| 2021–22            | «Емполі»           | A                  | 20        | 0         | КІ                 | 2                  | 0                  | -                    | -                    | -                    | -             | -             | -             | 22     | 0      |
| 2022–23            | «Ніцца»            | Л1                 | 9         | 1         | КФ                 | 0                  | 0                  | ЛК                   | 3                    | 0                    | -             | -             | -             | 12     | 1      |
| 2023–24            | «Сассуоло»         | A                  | 15        | 1         | КІ                 | 3                  | 0                  | -                    | -                    | -                    | -             | -             | -             | 18     | 1      |
| 2024–25            | «Емполі»           | A                  | 30        | 1         | КІ                 | 3                  | 0                  | -                    | -                    | -                    | -             | -             | -             | 33     | 1      |
| Усього за «Емполі» | Усього за «Емполі» | Усього за «Емполі» | 52        | 1         |                    | 8                  | 0                  |                      | -                    | -                    |               | -             | -             | 60     | 1      |
| 2025–26            | «Фіорентина»       | A                  | -         | -         | КІ                 | -                  | -                  | ЛК                   | -                    | -                    | -             | -             | -             | -      | -      |
| Усього за кар'єру  | Усього за кар'єру  | Усього за кар'єру  | 76        | 3         |                    | 11                 | 0                  |                      | 3                    | 0                    |               | -             | -             | 90     | 3      |